# Acer Nethercott
Acer Gary Nethercott (28 de noviembre de 1977 – 26 de enero de 2013) fue un remero inglés, medallista de plata olímpico y doble ganador de la Regata Oxford-Cambridge.

## Primeros años
Nethercott nació en Suffolk, Inglaterra.  Habiendo asistido al Mark Hall y la Escuela Integral de Broxbourne Hertfordshire, Acer fue admitido en la University College de Oxford para estudiar física y filosofía como pregrado. Posteriormente estudió para graduado y luego para el doctorado en filosofía.

## Regata Oxford-Cambridge
Nethercott fue remero de Oxford durante el primer año, pero rápidamente cambió a coxing viendo que su tipo de cuerpo es más adecuado para tirar de un solo remo. Se convirtió en miembro del club de barco de la universidad de Oxford y del club de barco femenino de la universidad de Oxford. 
Nethercott se unió al club de barco de la universidad de Oxford, liderand oa Isis hacia la victoria en 2002. Un año después, se acercó al Blue Boat, liderando a Oxford en la Boat Race en los últimos tiempos. En la final ganó Oxford la carrera de 41⁄4 millas por un pie haciendo un tiempo de 18 minutos y 6 segundos.
En 2004, Nethercott ganó un asiento en la Blue Boat después de una competición internacional con Peter Hackworth, el ganador en 2002 del Blue Boat. En una carrera polémica, en la que los dos barcos chocaron y el remero de proa de Oxford salió de su asiento, Oxford perdió por 6 cuerpos en un tiempo de 18 minutos y 17 segundos. 
La final de la Boat Race de Nethercott fue en 2005. Ambas universidades tenían participantes profesionales, donde Cambridge contaba con varios campeones del mundo, y Oxford con el medallista de plata olímpico Barney Williams. Oxford ganó por 2 largos con un tiempo de 16 minutos y 42 segundos.

## Carrera internacional de coxing
Nethercott ganó el bronce en el Campeonato Mundial de Remo de 2007 en Múnich. Un año después ganó la medalla de plata en los Juegos Olímpicos de Pekín 2008 en Pekín.

## Otras competiciones

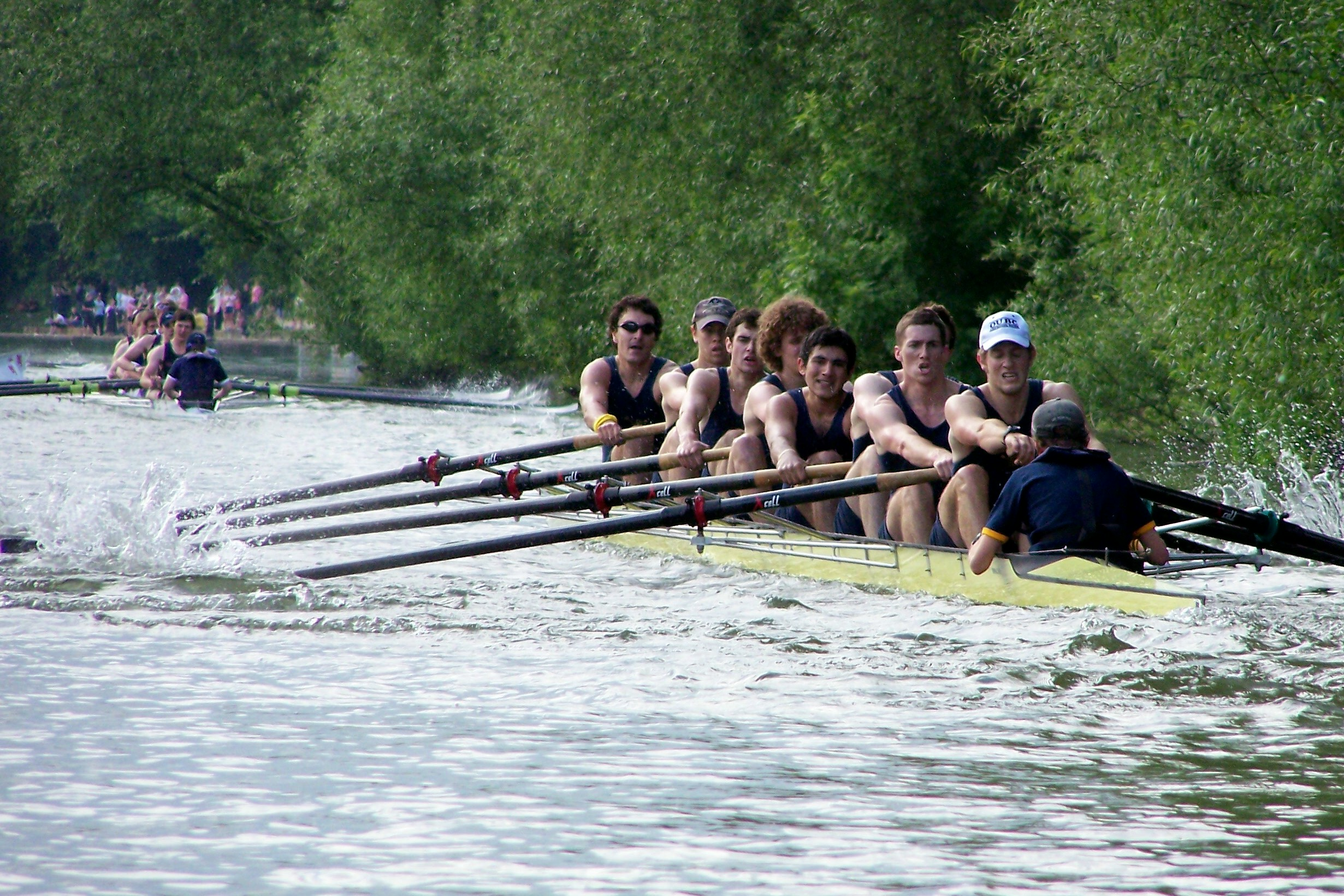
Universidad masculina, primero VIII Acer 2007 con Nethercott liderando

A pesar de ser remero del club de barco de la universidad de Oxford y de Gran Bretaña, Nethercott competía para el club de barco de la universidad de Oxford en 2007 en la competición anual del Eights Week.

## Muerte
Nethercott falleció el 26 de enero de 2013 a causa de un tumor cerebral.

## Logros

### Olimpiadas
- 2008 Pekín – Plata, 8 con timonel

### Mundiales
- 2007 Múnich – Bronce, 8 con timonel
- 2006 Eton – quinto, 8 con timonel
- 2005 Gifu – cuarto, 8 con timonel

### Copas del mundo
- 2008 Poznań – Oro, 8 con timonel
- 2008 Lucerna – Bronce, 8 con timonel
- 2008 Múnich – Plata, 8 con timonel

- 2007 Lucerna – cuarto, 8 con timonel
- 2007 Ámsterdam – Bronce, 8 con timonel
- 2007 Linz – quinto, 8 con timonel

- 2006 Lucerna – sexto, 8 con timonel
- 2006 Múnich – quinto, 8 con timonel

- 2005 Lucerna – quinto, 8 con timonel
- 2005 Eton – Bronce, 8 con timonel